# Équipe cycliste Ferrys

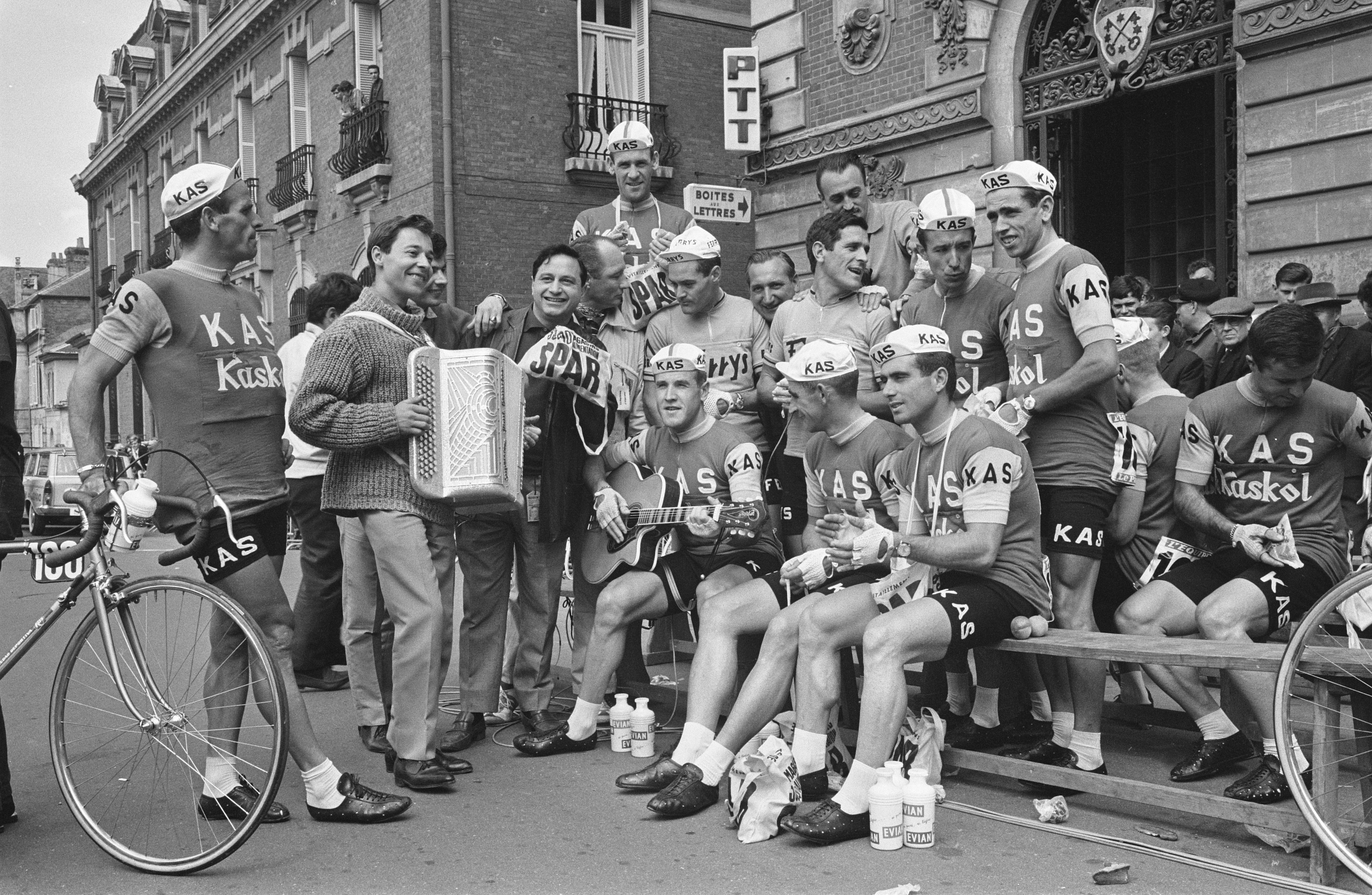
Les équipes Kas-Kaskol et Ferrys lors du Tour de France 1964.

L'équipe cycliste Ferrys est une équipe cycliste sur route espagnole, qui a existé entre 1960 et 1968.

## Histoire de l'équipe
Le Grupo Deportivo Ferrys est créé en 1960. L'équipe est sponsorisée par Ferrys, un fabricant de textile et aborde un maillot de couleur rose. Pour sa première saison, elle remporte cinq étapes du Tour de Catalogne et place trois coureurs sur le podium, dont le vainqueur Miguel Poblet. Pour son premier Tour d'Espagne, elle s'adjuge deux étapes.
L'année suivante, elle compte quatre succès sur le Tour de Catalogne et cinq victoires sur le Tour d'Espagne.
C'est la première équipe espagnole à être invitée au Tour de France en 1963. Fernando Manzaneque remporte la 16e étape à Val-d'Isère. Deux ans, plus tard en 1965, José Pérez Francés remporte à son tour une étape, pour la dernière apparition de l'équipe sur le Tour.
L'équipe disparaît à la fin de la saison 1968.

## Principales victoires

### Classiques
- Klasika Primavera : Julio San Emeterio (1961), José Pérez Francés (1965)
- Subida al Naranco : Antonio Karmany (1963)
- Classique d'Ordizia : José Pérez Francés (1964)
- Tour du Levant : José Pérez Francés (1965) et Angelino Soler (1966)

### Courses par étapes
- Tour de Catalogne : Miguel Poblet (1960)
- Grand Prix du Midi Libre : Fernando Manzaneque (1963)
- Semaine Catalane : José Pérez Francés (1963 et 1964)

## Résultats sur les grands tours
| - Tour de France - 3 participations (1963, 1964, 1965) - 2 victoires d'étapes - 1 en 1963 : Fernando Manzaneque - 1 en 1965 : José Pérez Francés - 0 victoire finale - 0 classement annexe | - Tour d'Italie - 2 participations (1961, 1962) - 0 victoire d'étape - 0 victoire finale - 0 classement annexe | - Tour d'Espagne - 9 participations (1960, 1961, 1962, 1963, 1964, 1965, 1966, 1967, 1968) - 12 victoires d'étapes - 2 en 1960 : Nino Assirelli et Vicente Iturat - 1 en 1961 : José Pérez Francés - 1 en 1963 : José Pérez Francés - 1 en 1964 : Luis Otaño - 2 en 1965 : Fernando Manzaneque et Esteban Martín - 3 en 1967 : Ramón Sáez (2) et Ángel Ibáñez - 2 en 1968 : Ramón Sáez et Eduardo Castelló - 0 victoire finale - 1 classement annexe - Classement par points : José Pérez Francés (1964) |